# Ducado do Palatinado-Mosbach-Neumarkt
O Ducado do Palatinado-Mosbach-Neumarkt (em alemão:  Herzogtum Pfalz-Mosbach-Neumarkt) ou simplesmente Palatinado-Mosbach-Neumarkt (em alemão:  Pfalz-Mosbach-Neumarkt) era um estado do Sacro Império Romano-Germânico que incluía as cidades de Mosbach e Eberbach (no atual Estado de Baden-Württemberg), e a de Neumarkt (na atual Baviera).
O Palatinado-Mosbach-Neumarkt foi criado em 1448 quando Otão I, que detinha o Palatinado-Mosbach, adquiriu o Palatinado-Neumarkt e integrou os dois estados.
Sucedeu-lhe o seu filho Otão II que encerrou a longa disputa da Casa de Wittelsbach com a Casa de Wolfstein com a aquisição do castelo de Wolfstein. Como não tinha sucessão, os territórios acabaram por ser integrados no Eleitorado do Palatinado quando Otão II faleceu, em 1499, sem herdeiros.

## Soberanos do Palatinado-Mosbach-Neumarkt

### Título
O título dos soberanos era Conde palatino no Reno e Duque de Mosbach-Neumarkt (em alemão:  Pfalzgraf bei Rhein und Herzog von Mosbach-Neumarkt). Na sua qualidade de membros de um ramo colateral da família do Príncipe-Eleitor do Palatinado, os soberanos usavam o título Conde Palatino (no Reno).

### Lista de Duques
- Otão I, 1448-1461
- Otão II, 1461-1499
  - integrado no Eleitorado do Palatinado